# Operațiunea București-Arad
Operațiunea București-Arad a fost o operațiune militară româno-sovietică împotriva Germaniei Naziste și a Ungariei. În urma acesteia, România a fost eliberată de trupele Germano-Române, dar a fost în schimb ocupată de trupele sovietice. 

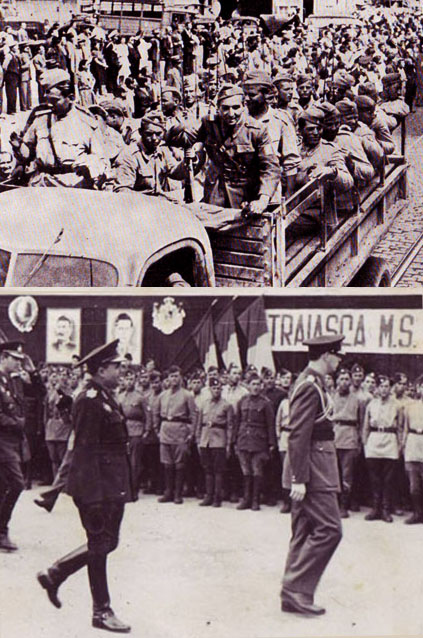
Sus: Divizia Tudor Vladimirescu intrând în București, la finalul lui August 1944
Jos: Regele Mihai I și divizia menționată anterior la o paradă pro-aliată